# (4044) Erikhøg
(4044) Erikhøg – planetoida z pasa głównego asteroid okrążająca Słońce w ciągu 5 lat i 109 dni w średniej odległości 3,04 j.a. Została odkryta 16 października 1977 roku w Obserwatorium Palomar przez Cornelisa van Houtena. Nazwa planetoidy pochodzi od Erika Høga (ur. 1932), duńskiego astronoma. Przed jej nadaniem planetoida nosiła oznaczenie tymczasowe (4044) 5142 T-3.